# 고고한 메스
고고한 메스(孤高のメス, A Lone Scalpel)는 일본에서 제작된 나루시마 이즈루 감독의 2010년 드라마 영화이다. 츠츠미 신이치 등이 주연으로 출연하였다.

## 출연

### 주연
- 츠츠미 신이치

### 조연
- 나츠카와 유이
- 요시자와 히사시
- 요 키미코
- 에모토 아키라
- 나마세 카츠히사
- 히라타 미츠루
- 나리미야 히로키

## 제작진
- 원작자: 오가네 토시히코